# Avril
Avril — французская агропромышленная группа, специализирующаяся на производстве растительного масла и биодизеля. Штаб-квартира расположена в VIII округе Парижа.

## История
Группа была основана в 1983 году по инициативе федерации производителей масличных культур и протеинов. Первоначально называлась Sofiprotéol и осуществляла финансирование развития производства растительного масла и соевого белка. В 1984 году Sofiprotéol приобрела 4 маслобойных завода. В 1993 году открыла в Гран-Курон крупную маслобойню, а в 1995 году — завод по производству биодизеля, на то время крупнейший в мире. В 1998 году была куплена доля в компании Sanders, производителе кормов для скота; в 2012 году она была поглощена полностью. В 2003 году был куплен производитель растительного масла Lesieur, а в 2004 году — Puget.
В 2008 году была куплена бельгийская компания Oleon. В 2010 году была приобретена румынская компания Expur, владевшая маслобойными предприятиями в странах Восточной Европы. В 2011 году география деятельности была расширена в Африку с покупкой марокканского производителя растительного масла Lesieur Cristal.
В 2015 году промышленные активы были объединены в группу Avril, а Sofiprotéol стала одной из её составляющих. Также в 2015 году была поглощена британская Kerfoot Group, поставщик ингредиентов для косметической промышленности. В феврале 2018 года в результате взрыва на заводе в Дьепе погибло 2 человека. В мае 2018 году был куплен контрольный пакет акций итальянского производителя оливкового масла Costa d’Oro. Lecico, компания в сфере олеохимии, была куплена в январе 2019 года. В 2020 году в Дьепе началось строительство предприятия по получению протеинов для пищевой промышленности из рапса; партнёрами проекта стали нидерландская компания DSM и инвестиционная группа Bpifrance.
В 2022 году группе LDC была продана дочерняя компания Matines по производству яиц. В июне 2022 года у Groupe Soufflet была куплена дочерняя компания Soufflet Alimentaire по производству сушёных овощей и других потребительских товаров под брендом Vivien Paille. Также в 2022 году были куплены компании Amendis (производитель удобрений) и Solteam (импортёр соевых бобов).

## Собственники и руководство
У компании два основных акционера: Fédération française des producteurs d'oléagineux et de protéagineux (FOP, Французская федерация производителей масличных культур и протеинов) и FIDOP (Межпрофессиональный фонд развития масличного и протеинового сектора). С 2015 года акционером также является фонд Avril.
- Арно Руссо (Arnaud Rousseau) — председатель совета директоров с 2017 года; с 2023 года также председатель Fédération nationale des syndicats d’exploitants agricoles (FNSEA, Национальной федерации сельскохозяйственных синдикатов).
- Жан-Филипп Пуиг (Jean-Philippe Puig, род. 18 января 1961 года) — генеральный директор с 2012 года, до этого работал во французской алюминиевой компании Pechiney[англ.].

## Деятельность

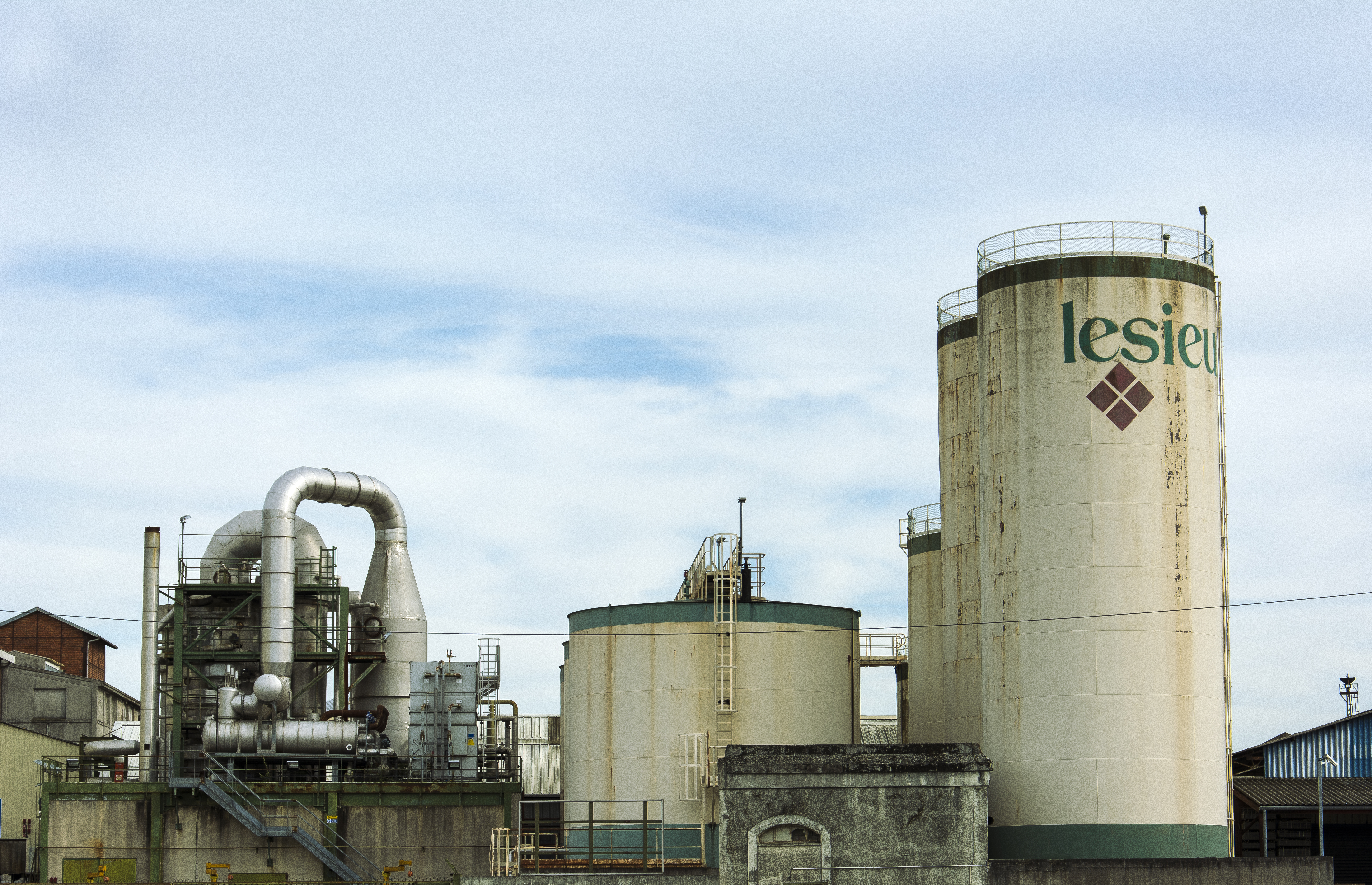
Завод Lesieur в Бордо

Основой деятельности группы Avril является маслобойное производство, также производит биотопливо во Франции (Saipol) и Румынии (Expur). Группе принадлежит 69 предприятий, из них 51 во Франции; предприятия также имеются в США, Бразилии, Великобритании, Германии, Австрии, Италии, Румынии, Венгрии, Марокко, Сенегале, Алжире, Тунисе и Малайзии.
Продукция группы включает подсолнечное и рапсовое масло, майонез, маргарин, мыло, биодизель, а также корм для скота. Кроме этого, предприятия группы перерабатывают и фасуют другие виды растительных масел (оливковое, пальмовое). Основными брендами являются Lesieur, Puget, La Compagnie des Saveurs, Vivien Paille, Italians Do It Better, HARi&CO, Costa d’Oro (Италия), Expur (Румыния), GECO Algérie (Алжир), Lesieur Cristal (Марокко, Тунис, Сенегал), Vegini (Австрия). Avril занимает первое место на рынках растительного масла во Франции и Марокко.
Выручка группы за 2023 год составила 8 млрд евро, из них на Францию пришлось 58 %.

## Дочерние компании
Основные дочерние компании:
- Oleon — дочерняя компания в области олеохимии[англ.]. Базируется в Бельгии, имеет предприятия в Германии, Франции, Великобритании, Малайзии и США. Перерабатывает растительные масла в ингредиенты для пищевой, химической и косметической промышленности[11][12].
- Sanders — производство кормов для животных[13].
- MiXscience — производство кормовых добавок[14].
- Terrial — производство органических удобрений.
- Feed Alliance — закупка сырья.
- Solteam — импорт сои.
- Sofiprotéol — инвестиции в предприятия аграрного сектора.